# ROCK'N ROLL MARCH
『ROCK'N ROLL MARCH』（ロックン・ロール・マーチ）は、日本の歌手、沢田研二の45作目となるオリジナル・アルバム。
2008年5月25日にリリース。発売元は沢田の自主レーベルであるJULIE LABEL。
シングル「ROCK'N ROLL MARCH（c/w風に押されぼくは／我が窮状）」と同時発売。

## 解説
自身の還暦記念作品。
音楽プロデューサーは白井良明で、演奏はエレクトリック・ギターとキーボード、打ち込みのリズムで構成されている。さらに本作では過去の沢田の作品にも参加している伊豆田洋之と早稲田大学混声合唱団が加わり、重厚なコーラスを響かせている。
本作は八島順一やツアーメンバー、白井良明に加え、『CROQUEMADAME & HOTCAKES』（2004年）以来となる吉田光、『耒タルベキ素敵』（2000年）以来となる大野克夫と加瀬邦彦、そしてザ・タイガース時代の盟友でもある森本太郎が起用されている。他に沢田のソロデビュー曲『君をのせて』（1971年）などを手がけ2006年に逝去した宮川泰の実子、宮川彬良を初めて迎えており、沢田所縁のミュージシャンが多数集結した作品となった。
「TOMO=DACHI」は親交の深い桂ざこばに捧げた楽曲で、「あんじょうやりや」以来で両名のネイティブランゲージである関西弁での詞となっている。
『我が窮状』の「窮状」は「憲法第9条」のメタファー。特に表記はないが、シングルとアルバムではバージョンが異なる。
沢田の意向で吉田拓郎に作詞・作曲を依頼したが、作曲のみならOKとの返答に依頼を断念した。
森本が作曲した「Long Good-by」は、かつてザ・タイガースのメンバーだった森本、沢田、岸部一徳によって結成されたロックユニットTEA FOR THREEの楽曲として制作された。岸部がとりわけ親交が深く、しかしタイガース解散後はメンバーの誰とも交流を断って高等学校の教師に転じた瞳みのるに捧げた楽曲であり、終盤に瞳のニックネームだった「ピー」というコーラスが続いている。なお同曲は森本のバンド「森本タローとスーパースター」のミニ・アルバム『J.S.T.ROCK'N'ROLL』（2008年）にも、同バンドのバージョンとして森本のボーカルで収録されている。
パッケージデザインはシングルが黄肉種、アルバムが赤肉種の種無しスイカの切り身となっている。
毎年行ってきたアルバム制作を本作をもって縮小し、本年以降はミニアルバムやシングルの制作を行っている。

## 収録曲
- 全編曲：白井良明

1. ROCK'N ROLL MARCH
  - 作詞:GRACE／作曲:白井良明
2. 風に押されぼくは
  - 作詞:安珠／作曲:吉田光
  - 「ROCK'N ROLL MARCH」のカップリング曲。
3. 神々たちよ護れ
  - 作詞:沢田研二／作曲:宮川彬良
4. 海にむけて
  - 作詞:沢田研二／作曲:加瀬邦彦
5. Beloved
  - 作詞:GRACE／作曲:下山淳
6. ロマンスブルー
  - 作詞・作曲:GRACE
7. やわらかな後悔
  - 作詞:GRACE／作曲:柴山和彦
8. TOMO=DACHI
  - 作詞:沢田研二／作曲:八島順一
9. 我が窮状
  - 作詞:沢田研二／作曲:大野克夫
  - 「ROCK'N ROLL MARCH」のカップリング曲。
10. Long Good-by
  - 作詞:岸部一徳・沢田研二／作曲:森本太郎
11. 護られている I love you
  - 作詞:沢田研二／作曲:泰輝

## 参加ミュージシャン
- 白井良明 - アレンジメント、プログラミング、ギター
- 沼井雅之 - プログラミング、キーボード
- 伊豆田洋之 - コーラス
- 早稲田大学混声合唱団 - コーラス